# 布蘭肯湖 (呂貝克)
53°47′53″N 10°43′28″E / 53.798192°N 10.724323°E

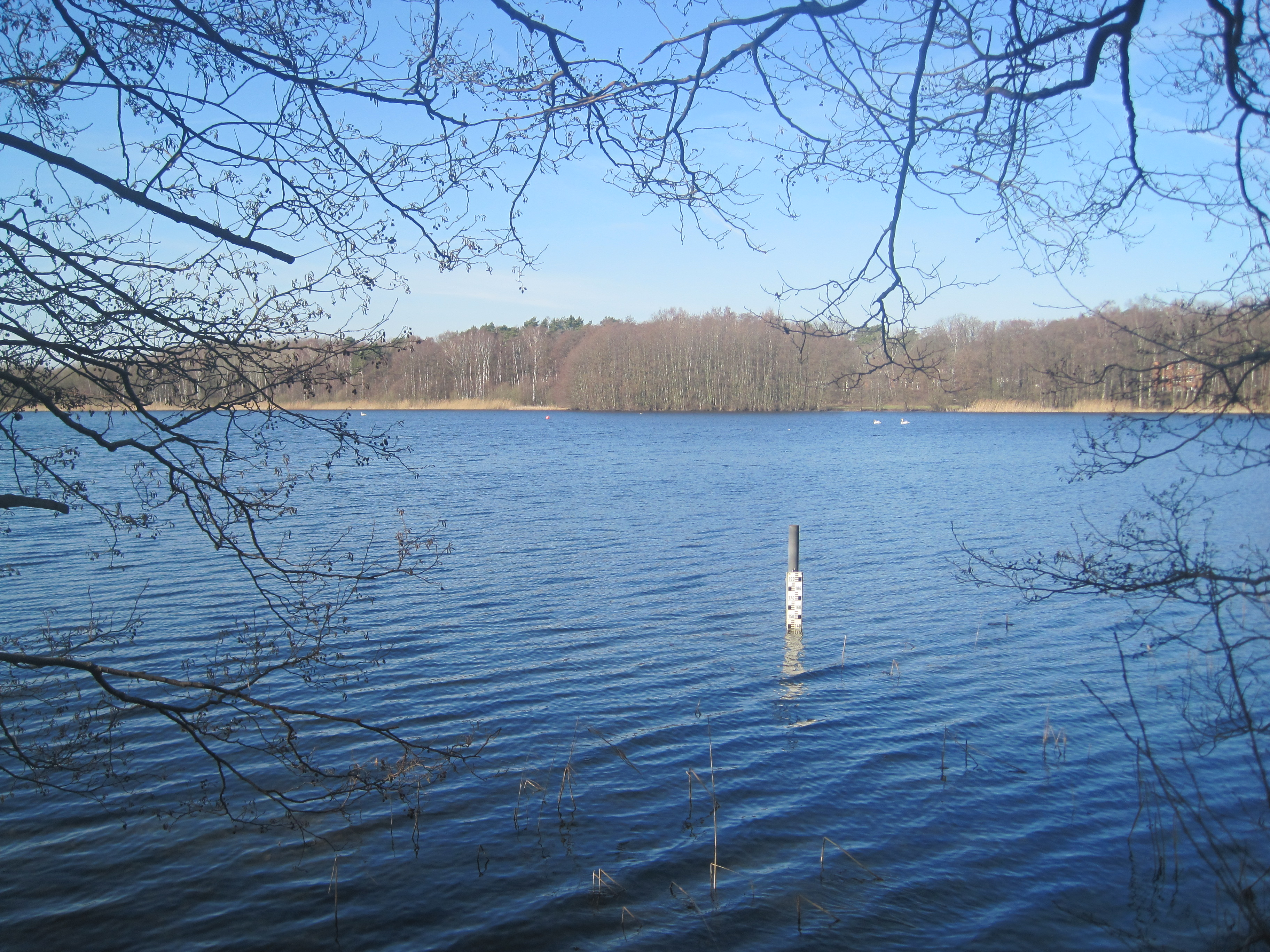

布蘭肯湖（德語：Blankensee），是德國的湖泊，位於該國北部石勒蘇益格-荷爾斯泰因州，面積0.23平方公里，海拔高度9.9米，平均水深1.6米，最大水深2.7米，水體容量37萬立方米，湖岸線長度2公里。